# 萊納之戰
萊納之戰是指在1208年1月31日於瑞典爆發的重要戰役，地點可能在西約塔蘭省孔斯勒納附近（今西約特蘭蒂達霍爾姆市鎮）。其中瑞典國王斯渥克爾二世自丹麥國王瓦爾德馬二世那裡得到規模龐大的丹麥軍隊，斯渥克爾王朝因而能夠重新掌權。親王埃里克·克努特松率領的埃里克王朝軍隊主要由農民武裝集結而成，並對抗以丹麥人為主的軍隊入侵。最終埃里克親王的軍隊在這場戰役中取得完全勝利，瑞典國王斯渥克爾二世隨後逃往丹麥。根據傳說，瑞典人是在北歐主神奧丁的幫助下，徹底打敗入侵軍隊。1210年7月，得到丹麥支持的斯渥克爾二世再次率領軍隊入侵瑞典，但最終在耶斯蒂爾倫之戰中陣亡。